# Двете лица на Ана
„Двете лица на Ана“ (на испански: Las dos caras de Ana) е мексиканска теленовела от 2006 г., създадена от Пабло Сера и Ерика Йохансон, режисирана от Гастон Тусет и Клаудия Елиса Агилар, и продуцирана от Лусеро Суарес за Телевиса в сътрудничество с Fonovideo.
В главните положителни роли са Ана Лайевска и Рафаел Амая, а в отрицателните – Маурисио Аспе, Алекса Дамян. Специално участие вземат актьорите Франсиско Рубио, Леонардо Даниел и първата актриса Мария Рубио.

## Сюжет
Бустаманте е влиятелно милионерско семейство, живеещо в Маями, собственици на бизнес, свързан с корабоплаването, основан от Умберто – главата на семейството. Умберто е циничен, арогантен и горделив мъж, който съблазнява секретарката си. Неговият най-голям син, Игнасио, е наркоман и криминално проявен. Най-малкият му син, Висенте, е плах и кротък. Единствената надежда на Умберто е в средния му син – благородният Рафаел.
Когато Умберто разбира, че Рафаел иска да напусне семейната компания, за да сбъдне най-голямата си мечта – да бъде актьор, го гони от дома им. Рафаел, променя своето име на Густаво Галван, и започва да търси работа като градинар. Густаво живее при приятеля си Ерик Гера и неговата приятелка Ирене Алкарас, жена със съмнително минало. Истинската любов на Рафаел е Ана Ескудеро, млада и красива жена, с която се е запознал в един театрален клас.
Двамата са щастливи заедно, докато той разбира, че Ана води двоен живот, преди време Игнасио е прегазил брата на Ана, и когато тя е поискала справедливост – Игнасио е опожарил дома ѝ. В огъня умират майка ѝ и най-добрата ѝ приятелка.
От този ден, Ана решава да си смени името на Марсия Ласкано, жена, търеща доказателства за няколко престъпления на семейство Бустаманте. Когато Ана разбира, че Рафаел е част от това семейство, младата жена се разкъсва между двете си лица, както и между любовта и отмъщението. Ана и Рафаел трябва да се борят с пречките, които съдбата поставя на пътя им към щастието, както и с Ирене, която се опитва да ги раздели.

## Актьори
Част от актьорския състав:
- Ана Лайевска – Ана Ескудеро Виванко / Марсия Ласкано Таламонти
- Рафаел Амая – Рафаел Бустаманте Уртадо / Густаво Галван Монтесинос
- Мария Рубио – Грасиела Салгадо Ерера вдовица де Алмонте
- Леонардо Даниел – Умберто Бустаманте Андере
- Маурисио Аспе – Игнасио Бустаманте Уртадо
- Алекса Дамян – Ирене Алкарас Салгадо
- Мариана Уердо – Клаудия Алкарас Салгадо
- Хорхе Аравена – Сантяго Фигероа Амадор
- Франсиско Рубио – Камило Бустаманте Уртадо
- Александра Граня – Тина Бония
- Ектор Саес – Дионисио Хименес
- Ракел Морел – Ребека
- Тоньо Маури – Адриан Понсе
- Алисън Лос – Паулина Гардел Дуран
- Сокоро Бония – Хулия Виванко вдовица де Ескудеро

## Премиера
Премиерата на Двете лица на Ана е на 25 септември 2006 г. по Canal de las Estrellas. Последният 120. епизод е излъчен на 9 март 2007 г.

## „Двете лица на Ана“ в България
В България сериалът е излъчен през 2007 – 2008 г. по Диема Фемили, озвучен на български език.